# 京都市營巴士

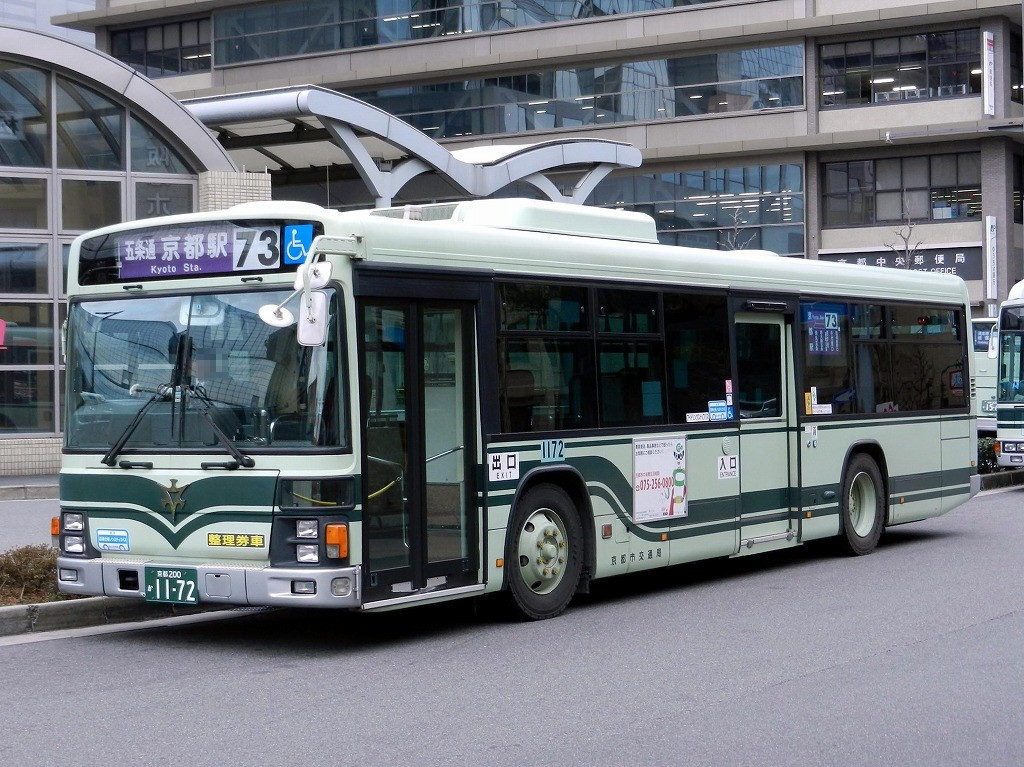
京都市營巴士

京都市營巴士（日语：京都市営バス，Kyoto City Bus）是京都市交通局營運的公共汽車交通系統。在當地多被稱為市巴士（市バス）。京都市巴士在京都市內交通中佔有重要位置。巴士主要在京都市內行駛，也有一些車站設在長岡京市和向日市。京都府內還有京都交通、京阪京都交通、京都巴士等名稱帶有「京都」二字的民間巴士企業，這些企業均和京都市營巴士沒有關係。其中前者屬日本交通旗下，後面的兩家企業則屬於京阪電氣鐵道。舊京北町在2005年編入京都市后，京北町營巴士並未編入市巴士，而是以「京都京北故鄉公社（京北故鄉巴士）」的名稱繼續營運。
京都市首條巴士出現在1928年，運行于出町柳 - 植物園之間，長度2.5km。之後，京都市確定了「市內發展市電，新市區發展市巴士」的基本方針。巴士路線主要設定外京都市內的郊區。1960年代之後，隨著汽車化社會的發展，京都市電被廢止，巴士成為代替市電的主要交通方式。現在京都市巴士主要分為「均一系統路線」、「多區間系統路線」、「100日元循環巴士」三大系統運行。

## 外部連結
- （日語）京都市交通局 （页面存档备份，存于）
- （日語）ポケロケ Bus Location System for Mobile （页面存档备份，存于）
- （简体中文）京都市公交车・地铁导游指南 （页面存档备份，存于）
- （繁體中文）京都市巴士・地下鐵導遊指南 （页面存档备份，存于）